# Harjamukti (Cimanggis)
Harjamukti is een bestuurslaag in het regentschap Depok van de provincie West-Java, Indonesië. Harjamukti telt 26.300 inwoners (volkstelling 2010).